# Бычков, Владимир Петрович (Герой Социалистического Труда)
Владимир Петрович Бычков — советский хозяйственный, государственный и политический деятель, Герой Социалистического Труда.

## Биография
Родился в 1935 году в Павлове-на-Оке. Член КПСС.
С 1960 года — на хозяйственной, общественной и политической работе. В 1960—1994 гг. — ученик токаря, токарь в цехе № 17 на «предприятии п/я 50», токарь, председатель профсоюзного комитета, ведущий инженер, начальник одного из технических отделов Павловского механического завода Министерства авиационной промышленности СССР.
Указом Президиума Верховного Совета СССР от 26 апреля 1971 года присвоено звание Героя Социалистического Труда с вручением ордена Ленина и золотой медали «Серп и Молот».
Избирался депутатом Верховного Совета РСФСР 10-го созыва.
Умер в Павлове в 1994 году.